# Venice (Illinois)
Venice è una città degli Stati Uniti d'America situata nella contea di Madison, in Illinois. Fondata nel 1841, la cittadina subì negli anni successivi una devastante inondazione; la ricostruzione fu piuttosto lenta, tuttavia la realizzazione di alcune infrastrutture nel 1871 permise a Venice di svilupparsi industrialmente. Nel 1873 Venice venne ufficialmente istituita.